# Kari Lövaas
Kari Lövaas (norwegisch Kari Løvaas; * 13. Mai 1939 in Skien, Provinz Telemark; † 24. April 2025 in Schaffhausen, Kanton Schaffhausen) war eine norwegische Opern- und Konzertsängerin (Sopran).

## Leben
Kari Lövaas begann ihre Gesangsausbildung im Alter von 16 Jahren am Musikkonservatorium Oslo. Sie wurde zu Beginn ihrer Karriere besonders von der norwegischen Wagner-Sopranistin Kirsten Flagstad gefördert und debütierte 1959 am Opernhaus von Oslo als Nuri in Tiefland. Anschließend trat sie dort sehr erfolgreich als Pamina in Die Zauberflöte auf, woraufhin sie ein Stipendium des norwegischen Staates erhielt, mit dem sie von 1960 bis 1963 an der Wiener Musikakademie studierte.
In der Spielzeit 1963/64 war sie am Opernhaus Dortmund verpflichtet. Ab der Spielzeit 1964/65 folgte ein zweijähriges Engagement am Stadttheater Mainz. Danach nahm Lövaas eine internationale Konzert- und Gastspielkarriere auf. 1969 sang sie bei den Salzburger Festspielen die Jungfer Marianne Leitmetzerin in Der Rosenkavalier, 1970 die Barbarina in Le nozze di Figaro. Im August 1973 wirkte sie bei den Salzburger Festspielen in der Uraufführung von Carl Orffs Oratorium De temporum fine comoedia – Das Spiel vom Ende der Zeiten unter der musikalischen Leitung von Herbert von Karajan mit.
1973 sang sie am Opernhaus Zürich ihre erste Wagner-Partie, die Sieglinde in Die Walküre. 1976 gastierte sie an der Staatsoper Berlin. 1983 trat sie an der Opéra du Rhin in Straßburg ebenfalls als Sieglinde auf. 1983 sang sie im Rahmen der Münchner Opernfestspiele die Rolle der Farzana in Richard Wagners Frühwerk Die Feen.
Zu ihren Bühnenrollen gehörten auch Euridice in Orfeo ed Euridice, Micaëla in Carmen, Mimì in La Bohème, Marie in Die verkaufte Braut, Tatjana in Eugen Onegin und die Julia in Romeo und Julia von Heinrich Sutermeister.
Neben ihren Opernauftritten, schwerpunktmäßig im lyrischen Sopranfach, kam sie zu einer bedeutenden Karriere insbesondere als Konzertsängerin und als Liedsängerin. Im Juli 1972 sang sie in der Stiftskirche des Klosters Baumburg/Chiemgau unter der Leitung von Wolfgang Sawallisch das Sopransolo in der damals noch weitestgehend unbekannten Petite Messe solennelle von Gioacchino Rossini, das sie im Juli 1973 bei den Münchner Festwochen wiederholte. Im Konzertsaal interpretierte sie u. a. Werke von Johann Sebastian Bach, Anton Bruckner und Franz Schmidt. 1973 unternahm sie eine große Australien-Tournee, 1976 folgte eine Japan-Tournee. Sie gastierte in den Vereinigten Staaten (New York City, Washington), bei den Luzerner Festwochen und bei den Passauer Festwochen (1994). Als Liedsängerin trat sie u. a. mit Liedern von Edvard Grieg, Jean Sibelius, Richard Strauss und Alban Berg hervor. 1997 gab sie ihre Karriere auf und wirkte anschließend als Gesangsdozentin am Richard-Strauss-Konservatorium in München.
Nach ihrer Heirat mit Manfred Gerber (1939–2018) trat sie auch unter dem Namen Kari Lövaas-Gerber auf. Aus der Ehe ging eine gemeinsame Tochter hervor. Kari Lövaas lebte in Schaffhausen, Schweiz, wo sie im April 2025 im Alter von 85 Jahren starb.

## Diskografie (Auswahl)
- Benjamin Britten: War Requiem, mit: Kari Lövaas, Anthony Roden, Theo Adam. Rundfunkchor Leipzig, Rundfunk-Sinfonieorchester Leipzig, Dirigent: Herbert Kegel. Berlin Classics 1989.
- Werner Egk: Peer Gynt, mit: Roland Hermann, Norma Sharp, Cornelia Wulkopf, Janet Perry, Heiner Hopfner, Hans Hopf, Kari Lövaas (Die Rothaarige). Chor des Bayerischen Rundfunks, Münchner Rundfunkorchester, Dirigent: Heinz Wallberg. Orfeo 1981.
- Joseph Haydn: La fedeltà premiata, mit: Lucia Valentini Terrani, Tonny Landy, Frederica von Stade, Alan Titus, Ileana Cotrubaș, Luigi Alva, Kari Lövaas (Diana). Suisse Romande Rundfunkchor, Kammerorchester Lausanne, Dirigent: Antal Doráti. Philips 1976.
- Joseph Haydn: La vera costanza, mit: Jessye Norman, Helen Donath, Claes-Håkan Ahnsjö, Wladimiro Ganzarolli, Domenico Trimarchi, Kari Lövaas (Irene), Anthony Rolfe Johnson. Suisse Romande Rundfunkchor, Kammerorchester Lausanne, Dirigent: Antal Dorati. Philips 1977.
- Albert Lortzing: Die Opernprobe, mit: Klaus Hirte, Gisela Litz, Kari Lövaas (Louise), Regina Marheineke, Nicolai Gedda, Walter Berry. Chor und Orchester der Bayerischen Staatsoper München, Dirigent: Otmar Suitner. EMI 1976.
- Jacques Offenbach: Orpheus in der Unterwelt (in dt. Spr.), mit: Anneliese Rothenberger, Adolf Dallapozza, Benno Kusche, Ferry Gruber, Theo Lingen, Kari Lövaas (Venus), Grit van Jüten. Philharmonia Hungarica, Dirigent: Willy Mattes. EMI 1978.
- Othmar Schoeck: Vom Fischer un Syner Fru (Dramatische Kantate), mit: Kari Lövaas, Horst Laubenthal, Siegmund Nimsgern, Münchner Philharmoniker, Dirigent: Rudolf Kempe. 1977
- Franz von Suppè: Boccaccio, mit: Hermann Prey, Anneliese Rothenberger, Adolf Dallapozza, Willi Brokmeier, Kurt Böhme, Edda Moser, Kari Lövaas (Isabella), Gisela Litz. Chor der Bayerischen Staatsoper, Bayerisches Symphonie-Orchester, Dirigent: Willy Boskovsky. EMI 1976.
- Richard Wagner: Die Feen, mit: Jan-Hendrik Rootering, Kari Lövaas (Farzana), Krisztina Laki, June Anderson, Linda Esther Gray, John Alexander, Roland Hermann, Cheryl Studer, Kurt Moll, Norbert Orth, Friedrich Lenz, Karl Helm, Roland Bracht. Chor und Symphonieorchester des Bayerischen Rundfunks, Dirigent: Wolfgang Sawallisch. Orfeo 1984.
- Carl Maria von Weber: Die drei Pintos, mit: Franz Grundheber, Heinz Kruse, Lucia Popp, Kari Lövaas (Laura), Werner Hollweg, Hermann Prey, Kurt Moll, Jeanette Scovotti. Nederlands Vocaal Ensemble, Münchner Philharmoniker, Dirigent: Gary Bertini. RCA 1976.